# Ron Zacapa
A Ron Zacapa Centenario egy guatemalai rum, amelyet az Industrias Licoreras de Guatemala gyárt és a londoni székhelyű Diageo forgalmaz világszerte.

## Története

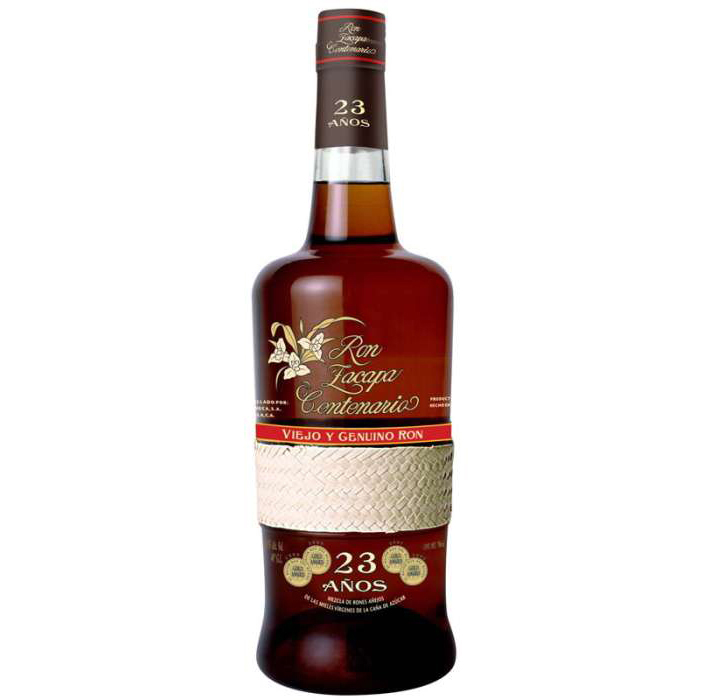
Ron Zacapa Centenario 23

A rumot első alkalommal 1976-ban, egy guatemalai kisváros, Zacapa 1876-os alapításának emlékére készítették. A készítő Alejandro Burgaleta munkájának gyümölcse a Venado rum is, amelyet ugyancsak az Industrias Licoreras de Guatemala gyárt. 
Korábban a Zacapa pálmalevelekből fonott védőréteggel volt bevonva, amelyet helyi kézművesek készítettek. Erre emlékeztet az üveg nyakán található aranyszínű, fonott mintás szalag.
A Ron Zacapa Centenario 23 rum korábban Ron Zacapa Centenario 23 Años néven volt ismert, azonban ez a név megtévesztő volt, ugyanis valójában 6–23 évig érlelt párlatok keveréke.

### Termékek
- Zacapa 23 - 6 és 23 év közötti rumok keveréke, 40%-os alkoholtartalom
- Zacapa XO - 6 és 25 év közötti rumok keveréke, 40%-os alkoholtartalom
- Zacapa Edición Negra - 6 és 24 év közötti rumok keveréke, 43%-os alkoholtartalom[5]
- Zacapa Royal - francia tölgyfahordókban érlelt - 45%-os alkoholtartalom[5]

## Díjak
A rumot négy egymás utáni évben (1998, 1999, 2000, 2001) első díjjal jutalmazták a Nemzetközi Rumfesztivál prémium kategóriájában. Ez volt az első rum, amely a fesztivál hírességeinek csarnokába bekerült.